# Truth (песня)
«Truth» (с англ. — «Правда») — песня азербайджанского певца Чингиза Мустафаева, с которой он представил Азербайджан на конкурсе песни «Евровидение-2019» в Тель-Авиве, Израиль. 16 мая 2019 года Чингиз исполнил песню во втором полуфинале конкурса, пройдя в финал, где он занял восьмое место с 302 баллами.

## Евровидение
В марте 2019 года азербайджанский вещатель объявил о том, что Чингиз представит Азербайджан на конкурсе песни «Евровидение-2019» с песней «Truth». В январе 2019 года состоялась жеребьёвка по распределению стран-участниц по двум полуфиналам, где Азербайджан попал во второй полуфинал, который состоится 16 мая 2019 года.
Во втором полуфинале Чингиз исполнил песню под номером 18. Певцу удалось пройти в финал конкурса, заняв пятое место с 224 баллами.
В финале конкурса, который состоялся 18 мая 2019 года, Чингиз выступил под номером 20. С результатом в 302 балла конкурсная композиция заняла восьмое место.

## Позиции в чартах
| Чарт (2019)                               | Высшая позиция |
| ----------------------------------------- | -------------- |
| Эстония (Eesti Tipp-40)                   | 31             |
| Греция (IFPI)                             | 100            |
| Литва (AGATA)                             | 10             |
| Шотландия (OCC Scotland)                  | 49             |
| Швеция (Sverigetopplistan)                | 91             |
| Швейцария (Schweizer Hitparade)           | 43             |
| Великобритания (OCC UK Singles Downloads) | 35             |